# Altes Palais (Schwerin)

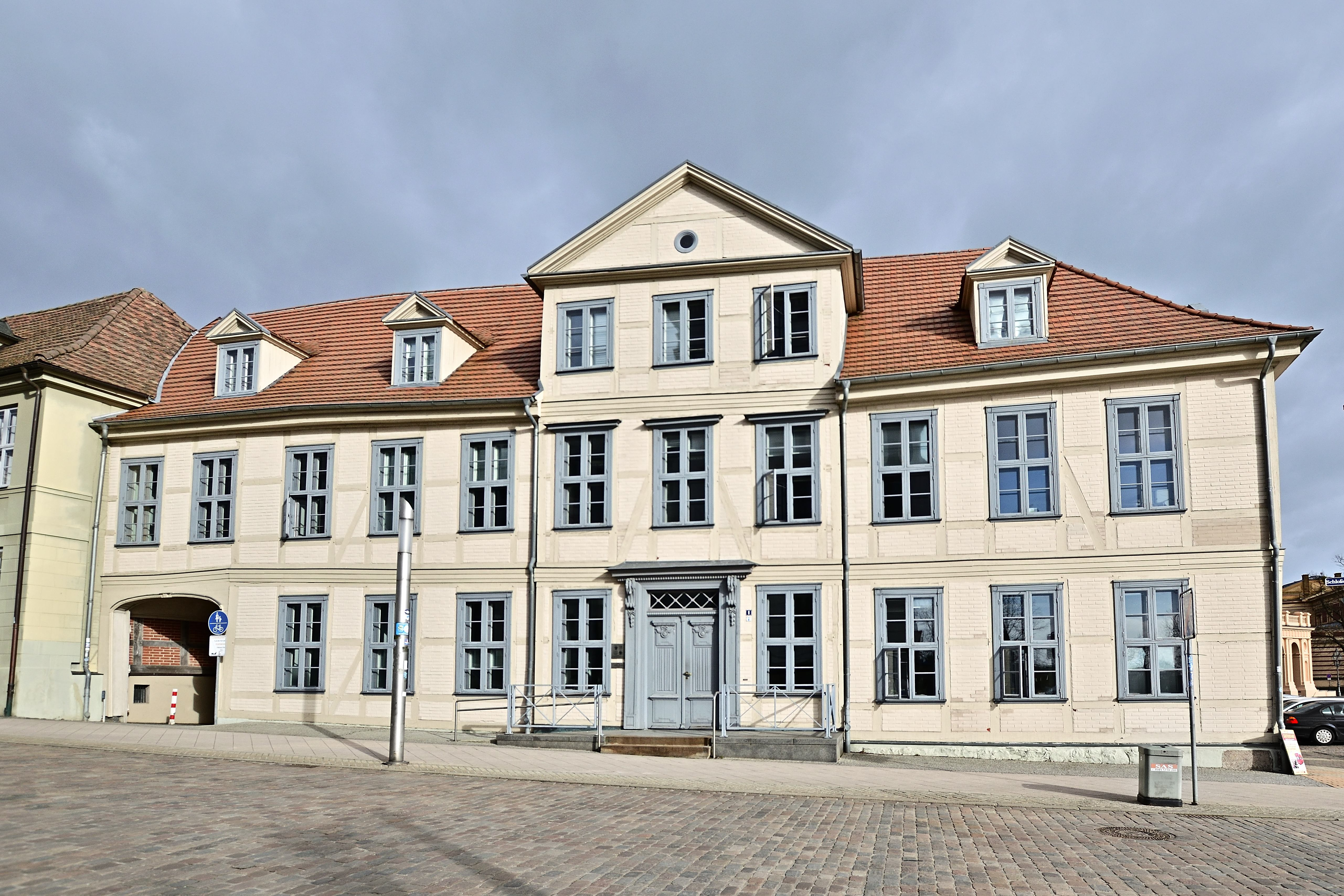
Altes Palais von der Schlossstraße

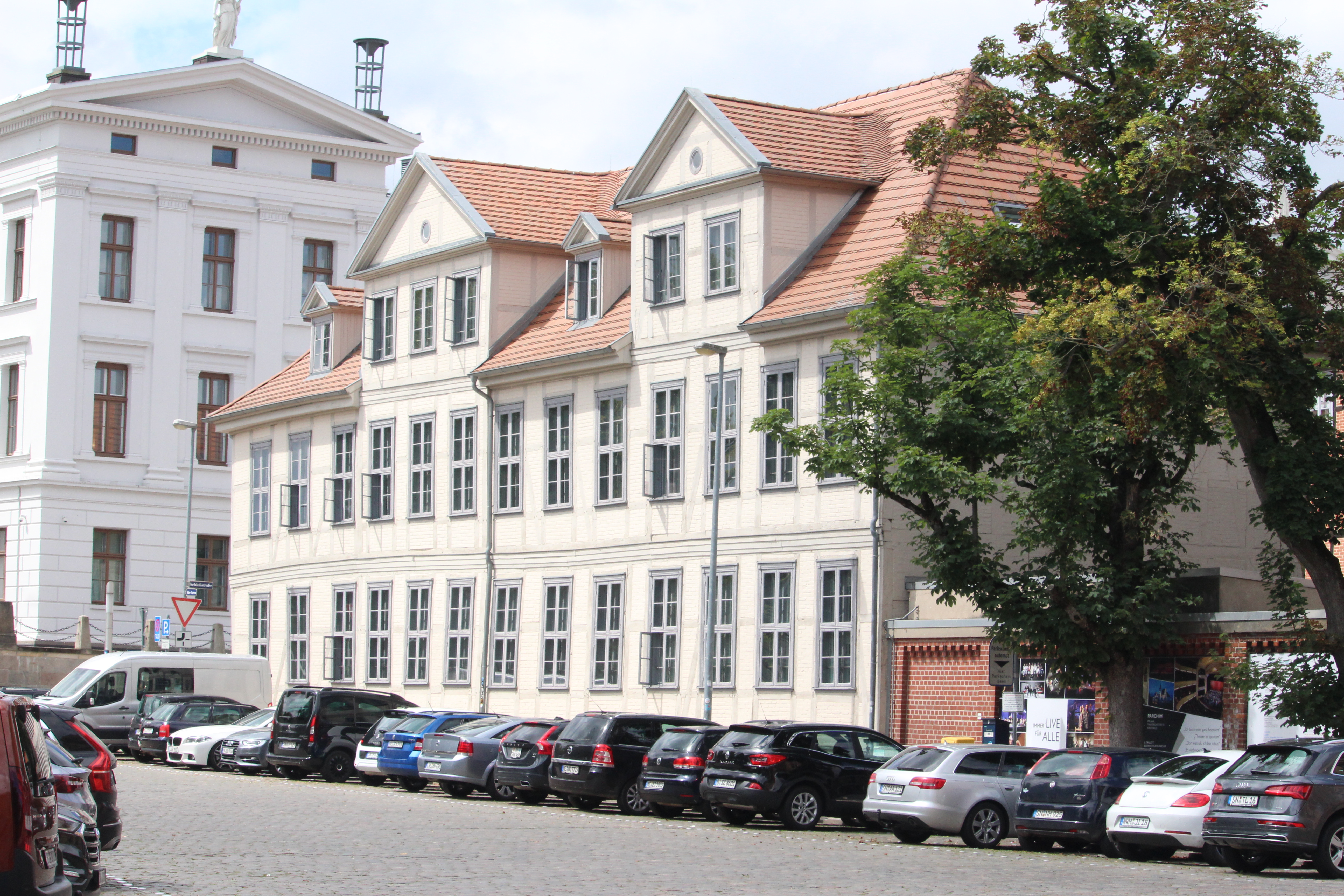
Altes Palais vom Alten Garten

Das Alte Palais (auch: Altstädtisches Palais, Prinzenpalais oder Alexandrinenpalais) in der mecklenburg-vorpommerschen Landeshauptstadt Schwerin ist ein Fachwerkbau am Alten Garten. Das unter anderem einst als herzoglicher Wohnsitz genutzte Gebäude ist heute Sitz der Landtagsverwaltung. Es steht unter Denkmalschutz.
Das Alte Palais wurde Ende des 18. Jahrhunderts errichtet, 1799 in nördlicher Richtung um vier Achsen erweitert und in der Folgezeit mehrfach umgebaut. Unter anderem schloss Georg Adolf Demmler 1837 das nördliche Nachbarhaus in der Schloßstraße 3 über einem Torbogen an. Das zweigeschossige und rechtwinklig zweiflüglige Gebäude besitzt ein Walmdach, Zwerchhäuser und Dachgauben.
Das Alte Palais war anfangs Wohnsitz des Erbprinzen Friedrich Ludwig und seiner Gemahlin Helena Pawlowna. Großherzog Paul Friedrich erweiterte es, indem es mithilfe eines Torbogens mit dem Nachbarhaus verbunden wurde, und nutzte es von 1837 bis 1842 als Interimsresidenz und seine Gemahlin Alexandrine nach dem Tod Paul Friedrichs als Witwensitz.
Das Bauwerk ist seit 2024 als Teil des Residenzensembles Schwerin UNESCO-Welterbe.